# Юркова Олександра Іванівна
Юркова Олександра Іванівна (24 березня 1953 р., м. Барнаул) — український науковець у галузі матеріалознавства. Професор кафедри високотемпературних матеріалів та порошкової металургії  Національного технічного університету України "Київський політехнічний інститут імені Ігоря Сікорського".

## Життєпис
Закінчила Алтайський політехнічний інститут імені І.І. Ползунова (1975 р.) за спеціальністю технологія машинобудування з присвоєнням кваліфікації інженера-механіка.
Навчалася в аспірантурі (1985-1988 рр.) у Київському політехнічному інституті. У1988 р. захистила  дисертацію на здобуття наукового ступеня кандидата технічних наук за спеціальністю 05.16.01 – Металознавство та термічна обробка металів  на тему "Структурні зміни та прискорення процесу азотування сплавів заліза при нагріванні тертям". У 2008 р. захистила  дисертацію на здобуття наукового ступеня доктора технічних наук за спеціальністю 01.04.07 – Фізика твердого тіла на тему "Формування наноструктури та механічних властивостей в α-залізі під час інтенсивної пластичної деформації тертям".
У 2012 р. отримала вчене звання професор.
Працювала  науковим співробітником (1989-1991 рр.), старшим науковим співробітником (1991-2008 рр.), провідним науковим співробітником (200-2010 рр.) кафедри фізики металів Інженерно-фізичного факультету КПІ. З 2010 р. працює професором кафедри високотемпературних матеріалів та порошкової металургії Навчально-наукового інституту матеріалознавства та зварювання імені Є.О. Патона. 2009-2022 рр. – заступник з наукової роботи декана/директора Інженерно фізичного факультета/Навчально-наукового інституту матеріалознавства та зварювання імені Є.О. Патона. 

## Наукова і педагогічна діяльність
Основні напрями наукових досліджень: Створення багатокомпонентних високоентропійних сплавів (ВЕС), композиційних матеріалів і покриттів на основі ВЕС з тугоплавкими сполуками.

#### Інформація про методичні видання
1. Бякова О.В., Юркова О.І., Скороход В.В. Спінені та високопористі матеріали з комірковою структурою / Навчальний посібник з грифом МОН / Київ: Гарант-Сервіс, 2011. – 320 с. ISBN 978-966-97192-0-1.
2. Бякова О.В., Юркова О.І., Мільман Ю.В., Білоцький О.В. Теоретичні основи і методи визначення механічних властивостей матеріалів та покриттів при індентуванні на макро- та макрорівнях Навчальний посібник с грифом МОН. Київ: Гарант-Сервіс, 2011. – 144 с. ISBN 978-966-97192-0-1.

#### Інформація про наукові праці
Опублікувала 340 наукових праць у галузі металознавства, матеріалознавства, фізики твердого тіла, металофізики та інженерії поверхні, в тому числі 42 статті у виданнях, індексованих у базах даних Scopus та Web of Science.
1. Nakonechnyi S.O., Yurkova A.I., Loboda P.I. WC-based cemented carbide with NiFeCrWMo high-entropy alloy binder as an alternative to cobalt / Vacuum. 2024, Vol. 222, 1130, https://doi.org/10.1016/j.vacuum.2024.113052
2. Nakonechnyi S.O., Yurkova A.I., Loboda P.І. Structure and mechanical properties of WC-based hard alloy with NiFeCrWMo high-entropy bonding / Powder Metallurgy and Metal Ceramics. 2024, Vol. 62, No. 9-10. рр. 555-571 https://doi.org/10.1007/s11106-024-00417-5
3. M. Yao, Z. Yao, C. Yi, O. Moliar, T. Soloviova, I. Trosnikova, A. Yurkova, P. Loboda, S. Zhang. Microstructure and creep behavior of electron beam directed energy deposited TC11 titanium alloy / Materials Science and Engineering: A. 2024, Volume 913, 147020 https://doi.org/10.1016/j.msea.2024.147020
4. Yurkova O.І., Minitskyi A.V., Nakonechnyi S.O., Shaposhnikova Y.S., Bilyk I.I. Investigation of the influence of high-speed sintering modes on the structure and properties of WC-based carbide composite with high entropy bonding / Journal of Superhard Materials. 2024, Vol. 46, p. 32–39.https://doi.org/10.3103/S1063457624010106
5. Nakonechnyi S.O., Yurkova A.I., Loboda P.І. Lan Jinlong. Effects of boron addition on the structure and mechanical properties of AlNiCoFeCrTiBх high-entropy coatings resulted from electron beam sintering  / Powder Metallurgy and Metal Ceramics. 2023, Vol. 62, Nos. 5-6, p. 326-338. https://doi.org/10.1007/s11106-023-00396-z
6. Nakonechnyi S., SoloviovaT., Yurkova А., Solodkyi I., Loboda P. Cold sprayed AlNiCoFeCr–TiB2 metal matrix composite coatings / Vacuum. 2023,Vol. 213,  112144. https://doi.org/10.1016/j.vacuum.2023.112144
7. Teslia S., Solodkyi Ie, Bezdorozhev O., Yurkova O., I. Bogomol, P. Loboda. Phase compatibility in (WC–W2C) / AlFeCoNiCrTi  composite produced by spark plasma sintering / Journal of Alloys and Compounds. 2022, Vol. 921, 166042. https://doi.org/10.1016/j.jallcom.2022.166042
8. Solodkyi I., Teslia S., Bezdorozhev O., Trosnikova I., Yurkova O., Bogomol I., Loboda P. Hardmetals prepared from WC-W2C eutectic particles and AlCrFeCoNiV high entropy alloy as a binder / Vacuum. 2022, Vol. 195, 110630. https://doi.org/10.1016/j.vacuum.2021.110630
9. Yurkova A.I., Nakonechnyi S.O., Cherniavsky, V.V. & Kushnir V.V. Nanostructured AlCoFeCrVNi and AlCoFeCrVTi high-entropy alloys resulted from mechanical alloying and sintering / Appl Nanosci. 2022, Vol. 12, рр. 849–860. https://doi.org/10.1007/s13204-021-01856-x
10. Yurkova A.I., Hushchyk D.V., Minitsky A.V. Synthesis of AlNіCoFeCrTi high-entropy coating by cold spraying. Powder Metallurgy and Metal Ceramics. 2021, Vol. 59, pp. 681-694. https://doi.org/10.1007/s11106-021-00203-7
11. D.V.Hushchyk· A.I.Yurkova· V.V.Cherniavsky, I.I. Bilyk, S.O. Nakonechnyy. Nanostructured AlNiCoFeCrTi high-entropy coating performed by cold spray / Applied Nanoscience, 2020, 10(12), pp. 4879–4890 https://doi.org/10.1007/s13204-020-01364-4
12. Yurkova А.I., Chernyavsky V.V., Bolbut V., Krüger M., Bogomol I. Structure formation and mechanical properties of high-entropy AlCuNiFeCr alloy prepared by mechanical alloying and spark plasma sintering / Journal of Alloys and Compounds. 2019, Vol. 786, рр. 139-148. https://doi.org/10.1016/j.jallcom.2019.01.341
13. Yurkova A., Chernyavsky V., Matveev A., Sysoyev М. AlCoNiFeCrTiVх High-Entropy Coatings Prepared by Electron-Beam Cladding / In Book: Pogrebnjak A., Bondar O. (eds) “Microstructure and Properties of Micro- and Nanoscale Materials, Films, and Coatings". Springer Proceedings in Physics. 2020, Vol. 240, pp 177-186 https://doi.org/10.1007/978-981-15-1742-6_16.
14. Byakova А., Vlasov А., Scheretskiy А., Yurkova A. Тhe role of technological Process in Structural Performances of Quasicrystalline Al–Fe–cr Alloy / Progress in Physics of Metals. 2020, Vol. 21, No. 4, рр. 499–526  https://doi.org/10.15407/ufm.21.04.499
15. Yurkova A. I., Chernyavskii V.V.,  Gorban V.F. Structure and Mechanical Properties of High-Entropy AlCuNiFeTi and AlCuNiFeCr Alloys Produced by Mechanical Activation Followed by Pressure Sintering / Powder Metallurgy and Metal Ceramics. 2016, Vol. 55, Issue 3, pp 152–163.  https://doi.org/10.1007/s11106-016-9790-3
16. O.I. Yurkova, O.I. Kravchenko, O. . Byakova, and A.O. Vlasov Thermal Stability of Structure and Mechanical Properties of a Nano-Quasi-Crystalline Al94Fe3Cr3 Alloy / Metallofiz. Noveishie Tekhnol. 2016, Vol. 38, No. 11, рр. 1463-1477 https://doi.org/10.15407/mfint.38.11.1463
17. O.I. Yurkova, А. V. Byakova, A. O. Vlasov. Thermal Stability of Structure and Mechanical Properties of the Nanoquasi-Crystalline Al94Fe3Cr3 Alloy Consolidated by Extrusion / Metallofiz. Noveishie Tekhnol. 2015, Vol. 37, No. 7, рр. 933-950 https://doi.org/10.15407/mfint.37.07.0933
18. O. I. Yurkova, V. V. Cherniavsky, and O. I. Kravchenko. Formation of Structure and, Phase Composition of Nanocrystalline CuNiAlFeCr Alloy by the Mechanical Alloying Method / Metallofiz. Noveishie Tekhnol.2014, Vol. 36, No. 4: 477-490. https://doi.org/10.15407/mfint.36.04.0477 https://mfint.imp.kiev.ua/en/abstract/v36/i04/0477.html
19. O. I. Yurkova, Yu. V. Milman, A. V. Byakova. Structure and Mechanical Properties of Iron Subjected to Surface Severe Plastic Deformation by Friction: I. Structure Formation / Metally. 2010, Vol. 2010, No. 4, рр. 249–257. https://doi.org/10.1134/S0036029510040014
20. O. I. Yurkova, Yu. V. Milman, A. V. Byakova. Structure and Mechanical Properties of Iron Subjected to Surface Severe Plastic Deformation by Friction: II. Mechanical Properties of Nano_ and Submicrocrystalline Iron  / Metally. 2010, Vol. 2010, No. 4, рр. 258–263. https://doi.org/10.1134/S0036029510040026
21. O. I. Yurkova, Yu. V. Milman, A. V. Byakova. Structure and Mechanical Properties of Iron Resulted from Surface Severe Plastic Deformation by Friction with Semultaneous Nitrogen Saturation: II. Mechanical Properties of Nano- and Submicrocrystalline Iron Saturated by nitrogen under Deformation / Metally. 2012, Vol. 2012, No. 4, рр. 282–289. doi.org/10.1134/S0036029512040155
22. O. I. Yurkova, Yu. V. Milman, A. V. Byakova. Structure and Mechanical Properties of Iron Resulted from Surface Severe Plastic Deformation by Friction with Semultaneous Nitrogen Saturation: I.Fetures of Structure Formation / Metally. 2012, Vol. 2012, No. 4, рр. 274–281. https://doi.org/10.1134/S0036029512040143
23. А. Yurkova, A. Belots`ky, A.Byakova, Yu.Milman, S.Dub. Ultra fine grained iron that is fabricated by severe plastic deformation stimulated by diffusion flow of dopant element: structural features and mechanical behaviour / Met. Phys. Nov. Tech. 2006, Vol. 28, Nо 10, рр. 1397-1420. https://www.researchgate.net/publication/287246098_Ultrafine_grained_iron_which_is_fabricated_by_severe_plastic_deformation_stimulated_by_diffusion_flow_of_dopant_element_Structural_features_and_mechanical_behaviour
24. А. Yurkova, A. Belots`ky, A.Byakova. Anomalous Nitrogen Solubility in Gradient Nanostructured Layer Formed  in the Surface of Bulk Iron by Severe Plastic Deformation under Friction / In Book «Nanostructured Materials by High-Pressure Severe Plastic Deformation» – NATO Science Series. ІІ. Mathematics, Physics and Chemistry. Netherlands: Springer. 2006, Vol. 212, рр. 107-112. https://link.springer.com/chapter/10.1007/1-4020-3923-9_15
25. А. Yurkova, A. Belots`ky, A. Byakova, Yu. Milman, S. Dub. Mechanical Behaviour of Nanostructured Iron Fabricated by Severe Plastic Deformation under Diffusion Flow of Nitrogen / Materials Science Forum. 2006, Vols. 503-504, рр. 645-650. https://www.researchgate.net/publication/327305801_Mechanical_Behaviour_of_Nanostructured_Iron_Fabricated_by_Severe_Plastic_Deformation_under_Diffusion_Flow_of_Nitrogen file:///C:/Users/Alexandra/Downloads/Yurkova_37286_MatSciForum_v503-504_2006.pdf
26. А. Yurkova, A. Belots`ky, A. Byakova , Yu. Podrezov,  M. Danylenko. Nanocrystallization in Iron Alloys Induced by Friction Treatment and Nitrogen Diffusion / In Book «Metallic Materials with High Structural Efficiency» – Netherlands: Kluver Academic Publishers. 2004, рр. 113-118.  DOI: 10.1007/1-4020-2112-7_10 https://www.researchgate.net/publication/251140295_Nanocrystallization_in_Iron_Alloys_Induced_by_Friction_Treatment_and_Nitrogen_Diffusion

#### Патенти
1. Юркова О.І., Наконечний С.О., Мініцький А.В., Михайліченко В.В., Биба Є.Г. Спосіб отримання твердосплавних матеріалів зі зв'язкою з високоентропійного сплаву / Патент на корисну модель 155533 Україна: B22F3/00 C22C29/08 / № u202304372; заявл. 15.09.2023 ; опубл. 06.03.2024, Бюл. № 10/2024. https://sis.nipo.gov.ua/uk/search/detail/1787281/
2. Мільман Ю.В., Бякова О.В., Власов А.О. Юркова О.І., Дудник О.О. Спосіб визначення коефіцієнта Пуассона /  Патент на винахід № 93248 від 25.01.2011. Бюл. № 2. http://uapatents.com/3-93248-sposib-viznachennya-koeficiehnta-puassona.html
3. Юркова А.И., Белоцкий А.В. / Способ обработки стальных изделий / Авторское свидетельство № 1540319. -1990.

## Членство в редакційних колегіях
Науково-технічний журнал «Металознавство та обробка металів»

## Членство у спеціалізованих вчених радах
Д 26.002.12; спеціальності: 05.16.01 - Металознавство та термічна обробка металів; 05.16.04 - Ливарне виробництво; 05.16.06 - Порошкова металургія та композиційні матеріали; КПІ ім. Ігоря Сікорського; з 28.12.2019 до 31.12.2021 р.
Д 26.002.15;  спеціальності: 05.03.06 - Зварювання та споріднені процеси і технології; 05.03.07 - Процеси фізико-технічної обробки; КПІ ім. Ігоря Сікорського; з 07.05.2019 до 31.12.2021 р.

## Громадська діяльність
Член Українського матеріалознавчого товариства ім. І.М.Францевича.